# Pedro Calomino
Pedro Bleo Fournol, dit Calomino, né le 13 mars 1892 à Buenos Aires (Argentine) et mort le 12 janvier 1950, est un footballeur international argentin.
Cet attaquant réalise pratiquement toute sa carrière à Boca Juniors. Sélectionné à 38 reprises en équipe d’Argentine, pour laquelle il marque cinq buts, il est considéré comme l’inventeur en Argentine du passement de jambes.

## Carrière
Calomino fait ses débuts pour Boca en 1911 face à Independiente en marquant un but (victoire 2-1). Il y évolue jusqu’en 1924, à part une saison à Hispano Argentina en 1914. En 222 matchs pour Boca, il marque 97 buts, terminant meilleur buteur du club en 1913, 1915, 1916, 1917, 1918 et 1919 (un record seulement battu par Martín Palermo pendant les années 2000). Il remporte le championnat d’Argentine Primera Amateur à quatre reprises, en 1919, 1920, 1923 et 1924.
Calomino est sélectionné en équipe nationale pour quatre Copa América (1917, 1919, 1920 et 1921). Lors de ce dernier tournoi, il est capitaine et mène ses compatriotes à la victoire.  
Il est considéré comme l'inventeur de la bicicleta, le passement de jambes.

## Parcours
- 1911-1913 :  Boca Juniors - 28 matchs, 12 buts
- 1914 :  Hispano Argentina
- 1915-1924 :  Boca Juniors - 194 matchs, 85 buts